# 3521 Comrie
A 3521 Comrie (ideiglenes jelöléssel 1982 MH) a Naprendszer kisbolygóövében található aszteroida. Alan C. Gilmore és Pamela M. Kilmartin fedezte fel 1982. június 26-án.